# 脱水缩合
脱水缩合(dehydration condensation)是指一种两个分子在缩合为一个大分子的同时失去一个水分子（H2O）的化学反应。

## 反应

两个氨基酸分子脱水缩合形成肽键。

在一个羧基（{\displaystyle {\ce {-COOH}}}）和一个氨基（{\displaystyle {\ce {-NH2}}}）之间可以发生脱水缩合，在基团之间形成连接两个氨基酸分子的那个化学键叫做肽键。